# Kaplica św. Aleksandra Newskiego w Wilnie
Kaplica św. Aleksandra Newskiego – nieistniejąca kaplica prawosławna w Wilnie, przy dzisiejszym placu Savivaldybes. 
Kaplica została wzniesiona w latach 1863–1865 jako jedna z kilku wojskowych świątyń prawosławnych w mieście. Koszty wybudowania obiektu pokryły dobrowolne składki.
Była zbudowana z fińskiego granitu na planie ośmioboku, na sztucznie usypanym niewielkim wzniesieniu. Wejście do obiektu prowadziło przez drzwi ze skromnym portalem, na każdej ze ścian kaplicy znajdowała się dekoracja w postaci mozaiki (nad wejściem była to Kazańska Ikona Matki Bożej). Poniżej dachu budynek zdobił rząd oślich łuków i półkolistych ikon oddzielonych od siebie półkolumnami. Całość wieńczyła niewielka cebulasta kopuła ze złoconym krzyżem. We wnętrzu znajdowało się sześć ikon pisanych przez W. Wasiliewa. Były to naturalnych rozmiarów wizerunki Aleksandra Newskiego, św. Mikołaja, archanioła Michała, świętych książąt Borysa i Gleba, męczenników wileńskich i św. Jerzego. Pozostałe wyposażenie kaplicy tworzyło kilkanaście dalszych ikon autorstwa różnych malarzy. Poniżej sufitu znajdował się napis informujący o wzniesieniu kaplicy z inicjatywy cara Aleksandra II oraz gubernatora wileńskiego Michaiła Murawjowa. 
Kaplica została rozebrana w 1918 jako symbol polityki rusyfikacji. Ikony z obiektu przeniesiono do cerkwi w Michnowie.